# David Jackson (Pokerspieler)
David Jackson (* 1987) ist ein professioneller US-amerikanischer Pokerspieler. Er ist zweifacher Braceletgewinner der World Series of Poker.

## Persönliches
Jackson stammt aus Jacksonville im US-Bundesstaat Florida. Er war als Verkäufer für den nordamerikanischen Telekommunikationskonzern AT&T tätig. Der Amerikaner ist verheiratet und mehrfacher Vater; seine Frau Gloria Jackson spielt ebenfalls Poker und erspielte sich bislang mehr als 700.000 US-Dollar mit Turnierpoker.

## Pokerkarriere

### Werdegang
Jackson lernte nach einem Umzug nach Atlanta das Kartenspiel Tunk, ein Mix aus Rommé und Conquian. Ein Freund brachte der Runde auch Poker bei und Jackson fand Interesse daran, sodass er sich Trainingskurse kaufte und das Spiel studierte. Er begann online zu spielen und entschied nach dem Gewinn eines Turniers, eine professionelle Laufbahn einschlagen zu wollen.
Seine erste Geldplatzierung bei einem Live-Pokerturnier erzielte der Amerikaner im August 2009 in Tunica im US-Bundesstaat Mississippi. Nach vielen kleineren Preisgeldern gewann er Ende Oktober 2012 beim bestbet Fall Poker Scramble in seiner Heimatstadt Jacksonville sein erstes Live-Turnier. Mitte August 2013 erhielt Jackson für einen zweiten Platz bei den Seminole Hard Rock Poker Open erstmals eine fünfstellige Auszahlung von über 30.000 US-Dollar. Im Juni 2014 entschied er im Planet Hollywood Resort and Casino in Paradise am Las Vegas Strip ein Turnier der Phamous Poker Series mit einer Siegprämie von 84.000 US-Dollar für sich. Im selben Monat war er erstmals bei der World Series of Poker (WSOP) im Rio All-Suite Hotel and Casino am Las Vegas Strip erfolgreich und erreichte auf Anhieb einen Finaltisch in der Variante No Limit Hold’em. Dort belegte der Amerikaner den mit knapp 185.000 US-Dollar dotierten vierten Platz. Bei der WSOP 2015 kam er viermal auf die bezahlten Plätze, u. a. erstmals im Main Event. Im Venetian Resort Hotel am Las Vegas Strip gewann Jackson Anfang Juni 2016 das Superstack mit einem Hauptpreis von rund 60.000 US-Dollar. Diesen Erfolg wiederholte er Anfang Juli 2017 und sicherte sich mehr als 55.000 US-Dollar. Wenige Tage später belegte er beim WSOP-Main-Event den mit über 30.000 US-Dollar dotierten 353. Platz. Mitte April 2019 setzte sich der Amerikaner im Borgata Hotel Casino & Spa in Atlantic City beim Main Event der Borgata Spring Poker Open durch und erhielt mehr als 300.000 US-Dollar. An gleicher Stelle gewann er im November 2019 auch das Main Event der Borgata Fall Poker Open mit einer Siegprämie von über 210.000 US-Dollar. Mitte Februar 2020 wurde er beim Main Event des WSOP-Circuits in Tampa Zweiter und erhielt rund 180.000 US-Dollar. Bei der aufgrund der COVID-19-Pandemie erstmals ausgespielten World Series of Poker Online erzielte der Amerikaner zwischen Juli und September 2020 insgesamt 10 Geldplatzierungen auf den Onlinepokerräumen WSOP.com und GGPoker. Bei der zweiten Austragung der Turnierserie entschied er auf GGPoker unter seinem Nickname ZONEDin das Lucky Sevens für sich und erhielt ein Bracelet sowie den Hauptpreis von knapp 200.000 US-Dollar. Bei der WSOP 2021 saß er am Finaltisch des Little One for One Drop und sicherte sich als Fünfter rund 110.000 US-Dollar. Bei der WSOP 2022, die erstmals im Bally’s Las Vegas und Paris Las Vegas ausgespielt wurde, sicherte er sich durch den Gewinn eines Freezeout-Turniers sein zweites Bracelet sowie seine bislang höchste Auszahlung von rund 600.000 US-Dollar.
Insgesamt hat sich Jackson mit Poker bei Live-Turnieren mehr als 4 Millionen US-Dollar erspielt.

### Braceletübersicht
Jackson kam bei der WSOP 49-mal ins Geld und gewann zwei Bracelets:
| Jahr   | Buy-in (in $) | Turnier                                     | Teilnehmer | Preisgeld (in $) |
| ------ | ------------- | ------------------------------------------- | ---------- | ---------------- |
| 2021 O | 0777          | GGPoker.com – Lucky Sevens No-Limit Hold’em | 2014       | 194.178          |
| 2022 O | 3000          | Freezeout No-Limit Hold’em                  | 1359       | 598.173          |